# スタードッグ&ターボキャット
『スタードッグ&ターボキャット』（原題：StarDog and TurboCat）は、2019年のイギリスのアニメーション映画。
監督はベン・スミス、映画の出演は、ルーク・エヴァンス、ニック・フロスト、ジェマ・アータートン、ビル・ナイ、チャーリー・ダミリオ。

## あらすじ
1969年、ゴールデンレトリバーのバディは、飼い主のデヴィッドによって宇宙カプセルに入れられ、バックパックを背負って宇宙に打ち上げられた。しかし、地球を離れてすぐにカプセルが故障し、バディに電流が走り、彼のDNAが突然変異を起こして超能力が備わる。カプセルは軌道を外れて飛び去り、バディは宇宙を漂うことになった。
50年後、カプセルは地球の大気圏に再突入し、バディは架空の町グレンフィールドに墜落。バディは路地でターボキャットとして街の動物たちを守るフィリックスという名の猫に出会う。ターボキャットはバディを野良犬と間違え、秘密基地に連れて行く。ターボキャットはバディに、グレンフィールドでは人間が動物を嫌っており、ペック巡査が野良動物を保護施設に送っているという事実を明かす。バディは飼い主を探すため、行方不明の宇宙カプセルを見つけたいとターボキャットに協力を求めるが、ターボキャットは信じない。その後、バディはターボキャットが片思いしているウサギのキャシディのニンジンを見つける。キャシディを探しに出たターボキャットはペック巡査に遭遇し、バディと共に逃走。ウサギのキャシディと動物の権利活動を行う秘密組織「G.U.A.R.D.」に遭遇すると、バディとフェリックスは彼らが必要とするヒーローになり、ペックと対峙すことを余儀なくされる。

## キャスト
| 役名                        | 俳優                   | 吹替       |
| --------------------------- | ---------------------- | ---------- |
| フェリックス/ターボキャット | ルーク・エヴァンズ     | 関口雄吾   |
| バディ/スタードッグ         | ニック・フロスト       | 佐々木拓真 |
| キャシディ                  | ジェマ・アータートン   | 野首南帆子 |
| シンクレア                  | ビル・ナイ             | 広瀬竜一   |
| ブリオン                    | ベン・ベイリー・スミス |            |
| ティンカー                  | チャーリー・ダミリオ   |            |

- 日本語吹替版その他：中村和正、綿貫竜之介、矢尾幸子、橋本雅史、関根明良、伊原正明、前田雄、塙英子
- 日本語版制作スタッフ 演出：諏訪優一、翻訳：浅野倫子、制作：アクシー

## 製作
『スタードッグ&ターボキャット』はシェフィールドを拠点とするアニメーションスタジオRed Star 3Dが初めて手がけた長編アニメーション作品。このアニメーション映画の制作前は、テーマパーク向けのアニメーションで知られていた。

## 興行収入
『スタードッグ&ターボキャット』は、英国での最初の週末に48,547ドルの収益を上げ、最終的には合計で195,844ドルを獲得した。 米国では、この映画の総収入は80,490ドルだった。 国際的には、504,953ドルを稼ぎ、世界全体で585,443ドルになった。

## 評価
リリース時に、『スタードッグ&ターボキャット』はさまざまなレビューを受けた。 レビュー集約ウェブサイトのRotten Tomatoes、『スタードッグ&ターボキャット』で、この映画は10件のレビューに基づいて50％の評価を受け、平均評価は5.08 / 10だった。
Film ThreatのAlan Ngは、この映画に10点満点中7点の評価を付け、アニメーションは「かなり良かった」「私たち大人にはそれほど見どころはないが、子供たちはスタードッグ&ターボキャットの愛らしいキャラクターとおとぼけっぷりを気に入るはずである」と述べた。
The Listのエディー・ハリソンは、この映画に5段階中3の評価を与え、キャラクターデザインと背景を「かなり基本的」と評し「世界の構築は本来あるべきほど洗練されていないが、演出は十分にスマート。Red Star 3Dにとって、それはアニメーションの新鮮なブランドを作っていく上でまずまずの第一歩」と述べた。ハリソンはまた、フェリックスとしてのエヴァンスの演技を称賛し、彼は「ブレイクアウトキャラクター」であり、「簡潔なエッジ」を持っていたと書いている。
スターバーストのジェイコブウォーカーは、この映画に10つ星のうち5つを与え、アニメーションは「分厚くカラフルで、観客をひきつける」と述べ、ストーリーは「楽しくて甘い」と述べた。 しかし、ウォーカーはまた、「映画はもっと焦点を絞ることができる...ジョークは一般的に大人の大多数を楽しませ続けるのに十分面白いものではない」と書いている。
タイムズのケビン・マーハーは、この映画に5つ星のうち2つを与え、「うんざりするような作品」と評している。 マーハーは映画のアニメーションを賞賛したが、登場人物、物語、アメリカを舞台にしている点を批判し、登場人物の成長の欠如にも言及した。
ガーディアンのキャス・クラークも、映画に5つ星のうち2つを与え、それを「ばかばかしい」が「十分に好感が持てる」と評し、声の出演を「素晴らしい」と称賛。「時々そこそこ面白い。それ以外、アクションは執拗で、感傷的な教訓や個人的な成長の瞬間のために奇妙な間が挟まれる。スタードッグは幼児にはわずかな魅力を発揮するかもしれないが、年長の子供たちにはこれまでにもっと賢く、面白く、巧妙なものを見てきたことがあると感じさせるだろう」と述べた。